# Árabe palestino
El árabe palestino es un dialecto del subgrupo árabe levantino hablado por los palestinos, ciudadanos árabes de Israel y algunos jordanos. Las variedades rurales de este dialecto exponen varias características distintivas, particularmente la pronunciación de qaf como kaf, que los distinguen de otras variedades de árabe. Los dialectos urbanos palestinos se parecen más al dialecto árabe levantino del norte, que es la forma hablada del árabe de Siria y el Líbano.

## Diferencias con otras formas de árabe levantino
Existen diferencias notables entre el árabe palestino y otras formas de árabe levantino como el árabe sirio y el árabe libanés. Sin embargo, ninguno de estos es invariable, dadas las diferencias dentro del mismo dialecto árabe palestino.
Una característica típica de los dialectos palestinos es la frecuente existencia de la 'o' como una vocal en el imperfecto en verbos con hamza inicial. Por ejemplo, in Fuṣḥa el imperfecto de اكل ʔakala 'comer' es آكل ʔākulu; el equivalente común en dialecto palestino es: بوكل bōkel. (El prefijo b marca el presente de indicativo.) Así, en la Galilea, la expresión verbal coloquial "estoy comiendo" o "yo como" es ʔana bōkel, en vez de ʔana bākəl usado en el dialecto sirio. Sin embargo, ʔana bākul es usado en el sur por los beduinos.
El árabe palestino también comparte algunas características con el egipcio, que lo diferencian de los dialectos del norte del Levante:
- En el vocabulario: 'como' (prep.) significa زي zayy en algunas regiones de Palestina y en Egipto. No obstante, مثل mitl, que se encuentra en árabe sirio y libanés, es también usado en Palestina y otras regiones.
- En gramática: En los dialectos palestinos (excepto en el dialecto de los palestinos beduinos) así como en los dialectos egipcios, el típico sufijo (ش -sh, IPA: /ʃ/) además de la negación /ma/ forman el negativo de los verbos y preposiciones pseudo-verbales.

## Subdialectos del árabe palestino
El árabe palestino se divide en tres grupos:
- Palestino urbano,
- Palestino rural,
- Palestino beduino.

De ellos, el dialecto urbano es el más cercano al árabe del norte del Levante, es decir de Siria y el Líbano, en menor medida el dialecto de la población rural. 
Mientras tanto, el dialecto beduino está más cerca de las variedades de árabe habladas en la misma Arabia, los beduinos ser más seguramente sabe que los árabes no solo en la cultura, idioma y costumbres, sino también por rastrear la descendencia fuera de Palestina/Israel (en oposición a los lugareños cuya identidad étnica se había desplazado a una identidad étnica árabe tras el proceso de arabización lingüística y cultural a lo largo de los siglos).
Diferencias notables en las variedades de árabe palestino son los siguientes:
- La pronunciación del' qaf sirve como un lema párrafo distinguir Los Tres Principales dialectos Palestinos: se convierte en un pausa glotal en la mayoría de las ciudades, un  faríngeas k '"en los pueblos más pequeños y el campo, en algunas zonas (no faríngeas) k y g en el extremo sur y entre los beduinos altavoces. En una serie de aldeas de la Galilea (por ejemplo, Maghar), especialmente pero no solo entre los drusos, el' qaf realmente se pronuncia' qaf como en el árabe clásico.
- En los dialectos donde' qaf se pronuncia como k, un verdadero' Kāf se pronuncia a menudo  / tʃ /, como en algunos dialectos del Golfo Árabe. Esto generalmente es una característica del más conservador idiolecto s. Esta pronunciación de' Kāf también ocurre en el norte de Cisjordania, y las áreas pobladas adyacentes palestinas en Israel, conocidas como " el triángulo". Esta pronunciación es a menudo estigmatizada por los Palestinos y algunos aldeanos urbanos que se abstienen de aquella pronunciación.
- Además, una femenina sufijo, un lugar de la más común de Levante i o e, está bastante extendido, sobre todo en el sur de la zona. Sin embargo, la opción "-i" o algo parecido se encuentra en uso en el "triángulo".
- Otro interesante sub-dialéctica marcador es la palabra usada para la preposición "aquí". El dialecto urbano a favor de "cariño". Los beduinos del Negev, en cambio, tienden a usar "hiniyye" o incluso "hiniyante".
- En el Negev, el SH-forma no se usa en la negación del pasado o del presente. En cambio, el dialecto beduino utiliza sólo el "ma" de partículas de negar.

En general, los dialectos rurales son algo estigmatizados y las pronunciaciones urbanas están ganando terreno, como es el caso en otros grupos de dialectos árabes. En cambio, el uso del dialecto beduino sigue siendo bastante común, incluso entre los beduinos con estudios universitarios. Mientras se estigmatiza por otros Árabe Israelí, las características básicas del dialecto beduino (por ejemplo el qāf pronunciado como una g) se utilizan ampliamente en todos los contextos informales por los hablantes beduinos, incluyendo aquellos que están con educación universitaria. Por lo tanto, un fenómeno similar a la desaparición de la /tʃ/ para el kāf es visto en el "triángulo" aún no se ha visto en el Negev. Este no es el caso, sin embargo, con los beduinos del Negev que se mudaron a Lod y Ramle en la década de 1960 y muestran más tendencia a adoptar un dialecto estándar urbano.
Además, hay familias de origen libanés y sirio que viven en Israel que todavía hablan en su dialecto de origen, o en un idiolecto que en parte se asimila al árabe palestino, manteniendo algunas características del dialecto de origen.

## Otras diferencias del árabe estándar moderno/árabe clásico

### Pronombre relativo
Como en la mayoría de las formas de árabe coloquial, los marcadores de la cláusula AES الذي،  التي، اللذان، اللتان، الذين y اللاتي son sustituidos por la forma simple إللي

### Indicación del Complemento Directo con preposición + pronombre sufijado
La partícula li- se ha fusionado con la raíz anterior como un indicador de un objeto indirecto. Por lo tanto qultu lahû (árabe estándar moderno) es expresado como 'ultillo, qultillo o kultillo y Katabtu lahâ (árabe estándar moderno) es traducido en árabe palestino como Katabtilha.

### Interrogativos
| MSA           | Árabe Palestino             | Español   |
| ------------- | --------------------------- | --------- |
| لماذا Limādhā | ليش Lesh                    | ¿Por qué? |
| ماذا mādhā    | ايش aish, شو shū            | ¿Qué?     |
| كيف Kayfa     | كيف Kīf, چيف chīf, كنف kinf | ¿Cómo?    |
| متى matā      | إيمتى īmtā, إيمتين īmtīn    | ¿Cuándo?  |
| اين aina      | وين wain                    | ¿Dónde?   |
| من man        | مين mīn                     | ¿Quién?   |

## La influencia de otras lenguas
Además los dialectos rurales del árabe palestino contienen elementos que aparecen a parecerse a sus clásicos homólogos hebreos.
- El ejemplo más claro es el pronombre en segunda y tercera persona plural. Hemme (ellos) se parece al hebreo hēm en contraposición con la palabra en árabe clásico hum, en arameo hon y en general árabe levantino henne. Similarmente el sufijo -kem (tú or tu) se parece al hebreo -khem frente al árabe clásico -kum y arameo y árabe norlevantino -kon.
- Un ejemplo menos obvio es la transformación de la oclusión glótica seguida por un largo alif (alif madda) al sonido "o", como ocurre en la forma Ana bokel mencionada anteriormente. Esto ciertamente se da en las formas futuras de los verbos en hebreo con aleph como la primera consonante de su raíz. Sin embargo, es igualmente característico del arameo.

### Árabe israelí
Los ciudadanos árabes de Israel también tienden a usar préstamos de la lengua hebrea. La modalidad lingüística resultante se conoce como árabe israelí, por ejemplo:
- Majsom מַחְסוֹם ("barrera" - se usa ampliamente para referirse a los controles militares israelíes en toda la Cisjordania)
- Ramzor רַמְזוֹר (semáforo)
- Pelefon (se pronuncia "belefon" por los árabes) פֶּלֶאפוֹן (teléfono celular)
- Shamenet שַׁמֶּנֶת (crema agria)
- Mazgan מַזְגָן (aire acondicionado)
- Beseder בְּסֵדֶר (OK, bien)
- Majshev מַחְשֵׁב (computador)
- Me'onot מעונות (dormitorios)

Dichos préstamos son a menudo "arabizados" para reflejar no sólo la fonología del árabe, sino también la fonética del hebreo hablado por los árabes. Por ejemplo, la segunda consonante de מעונות se pronuncia como una fricativa faríngea sonora en lugar de una oclusiva glotal.
La película de 2009  Ajami está hablada principalmente en árabe israelí.